# Мориц, Эрвин Фёдорович
Эрвин Фёдорович Мориц (1842, Санкт-Петербург — 1907, Санкт-Петербург) — юрист, депутат Государственной думы III созыва от города Риги.

## Биография
По национальности балтийский немец. Потомственный почётный гражданин. Сын Фридриха Эрнста Морица (1803—1857) и Агнес Софии, урождённой фон Хен (von Hehn).
Родился 29 ноября (11 декабря) 1842 года в Санкт-Петербурге. С 1860 года учился на юридическом факультете Дерптского университета; окончил его кандидатом права в 1864 году. Затем слушал лекции в Гейдельбергском университете. С 1867 года — присяжный поверенный, юрисконсульт в Риге. Председатель Прибалтийской конституционной партии. Владел домом, оценённым в 22 тысячи рублей. Был женат на Анне Доротее, урождённой фон Вилькен (von Wilcken).
17 октября 1907 года избран в Государственную думу III созыва от 1-го съезда городских избирателей города Риги. В Думе вошёл во фракцию «Союза 17 октября». Скончался на 8 день работы Думы.

## Участие в проекте займа 1906—1907 годов
Немецкий историк Г. фон Пистолькорс раскрыл подоплёку поворота балтийских немцев к Германии: через получение займа в Дойче банк они намеревались подготовить отделение остзейских провинций от России, дабы сохранить их немецкий характер.
14 июня 1906 года директор Дойче банка Гвиннер сообщил МИДу о предоставлении лифляндскому дворянству займа в размере 5 млн рублей и 2 млн городу Риге по эмиссионному курсу 90 % и под 5 % годовых. Однако обострение революционных событий летом 1906 года привело к отказу Дойче банк в кредите, что стало тяжёлым ударом для лифляндского дворянства. Гвиннер в письме МИДу указал, что русский царь манифестом 17 (30) октября 1905 года отказался от права издавать указы и вносить изменения в законы без согласия Государственной думы, а её согласие на «балтийский заём» исключено.
Это заставило Морица, который до сих пор был поборником германской интервенционистской политики, перейти на позиции умеренной преданности Российскому государства, а затем стать руководителем Прибалтийской конституционной партии.